# Tumor de Warthin
O Tumor de Warthin, cistoadenoma linfomatoso papilar ou cistoadenolinfoma é um tipo de tumor benigno das glândulas salivares. Seu nome é uma homenagem ao patologista Aldred Scott Warthin, que descreveu dois casos desse tumor em 1929.

## Sinais e sintomas
O tumor de Warthin normalmente se apresenta como uma massa indolor de crescimento lento, flutuante, no polo inferior da glândula parótida: por afetar quase que exclusivamente a parótida, em alguns casos seu crescimento pode comprimir o nervo facial, causando paralisia de Bell.
Usualmente é único, mas pode ocorrer bilateralmente (5 a 17% dos casos) ou serem múltiplos (12 a 20% dos casos).

## Aspectos radiográficos e histológicos
Radiograficamente, o tumor de Warthin tende a apresentar alterações císticas e multifocalidade nos exames de imagem. Ele possui uma avidez especial por glicose no PET-TC, destacando a lesão. Por ser assintomático, ele é frequentemente um achado incidental.

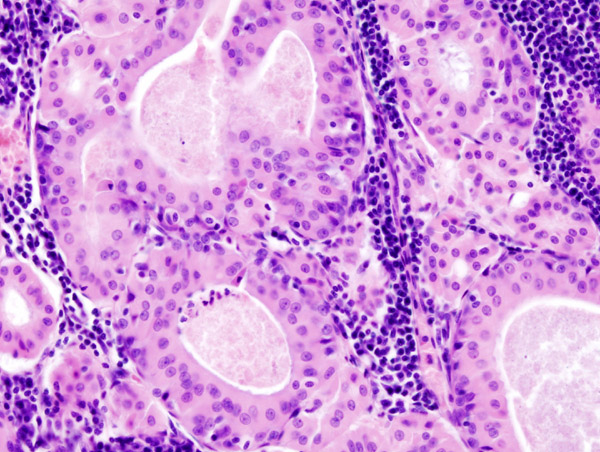
Tumor de Warthin: observa-se a presença de oncócitos (células mais claras e rosadas, eosinofílicas) e de um estroma linfoide (células de núcleo intensamente arroxeado, coradas por hematoxilina) permeando os oncócitos. Coloração hematoxilina-eosina.

Histologicamente, o tumor de Warthin é composto por células epiteliais oncocíticas em bicamada revestindo estruturas císticas ou papilares, permeadas por um estroma linfoide, que inclui centros germinativos. O componente epitelial é composto por uma camada de epitélio colunar interno, e epitélio cuboidal externo. Alguns tumores possuem uma quantidade mínima de estroma linfoide.
Pode haver focos de células escamosas, mucinosas, ciliadas ou sebáceas em raros pontos.
Existe um subtipo de tumor de Warthin chamado de infartado ou metaplásico que é caracterizado pela substituição do epitélio em bicamada por um epitélio escamoso metaplásico sem atipia celular; em alguns desses tumores, pode haver metaplasia mucinosa também. Normalmente esses tumores apresentam necrose, metaplasia escamosa ou reação estromal com formação de um granuloma no local da biópsia, necessitando de maior atenção clínica.

## Causas
Sua etiologia é desconhecida, mas sabe-se que há uma forte associação com o tabagismo, especialmente nos tumores bilaterais: fumantes possuem 8,3 vezes mais chances de desenvolver o tumor, em comparação com a população não-fumante e a maioria fumou por mais de 20 anos. Estudos indicam que exposição à radiação e distúrbios autoimunes, especialmente a tireoidite, também podem estar associados ao tumor de Warthin.

## Epidemiologia
O tumor de Warthin é o segundo tumor benigno mais comum de glândulas salivares, atrás apenas do adenoma pleomórfico, e afeta quase que exclusivamente a parótida. Ele representa entre 5 a 20% de todos os tumores de glândula salivar. Historicamente, afetava mais homens do que mulheres, mas a diferença de proporção entre sexos tem diminuído. É mais comum em fumantes, e a média de idade ao diagnóstico é de 62 anos.

## Diagnóstico
O diagnóstico é feito através do exame anatomopatológico. O perfil imune dos linfócitos é semelhante ao dos linfonodos normais ou reativos. Estudos de clonalidade sugerem que essa lesão não seja uma neoplasia verdadeira, e sim reacional.
A imuno-histoquímica pode auxiliar no diagnóstico: as células epiteliais são positivas para pancitoqueratina (CK7, CK8, CK18 e EMA nas células do epitélio interno, p63 e p40 moderadamente positivas nas externas), e as células linfoides são positivas para marcadores de linfócitos B (CD20) e linfócitos T (CD3, CD4 e CD8).
O diagnóstico diferencial inclui o cisto linfoepitelial e o carcinoma mucoepidermoide.

## Prognóstico e tratamento
O prognóstico é favorável, e o tratamento com a cirurgia de ressecção com margem de segurança é normalmente curativo. Possui taxa de recidiva baixa, de 2%, normalmente associada à ressecção inadequada.
A transformação maligna do tumor de Warthin já foi relatada, mas atualmente acredita-se que se trata de um carcinoma Warthin-like ao invés de um verdadeiro tumor de Warthin que se transformou.

## Imagens adicionais

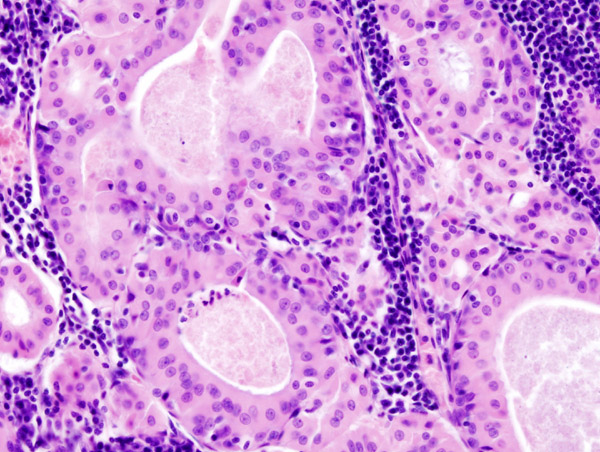
Histopatologia do tumor de Warthin em glândula parótida. Coloração H&E.
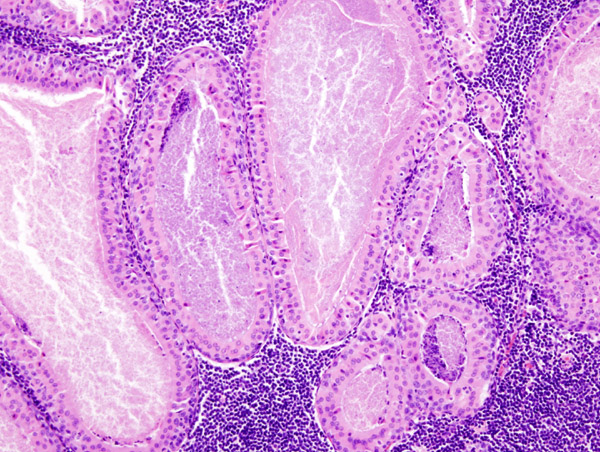
Histopatologia do tumor de Warthin em glândula parótida. Coloração H&E.
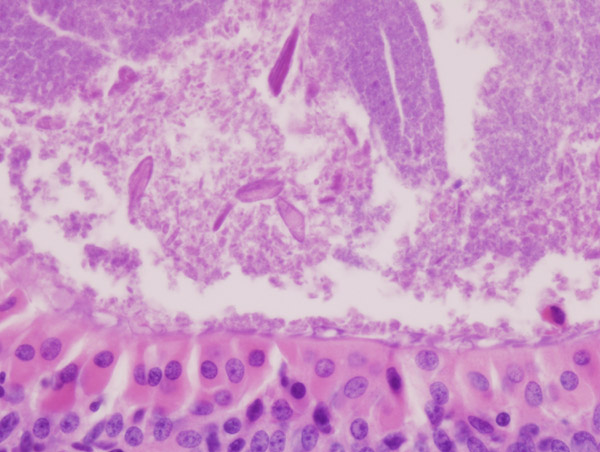
Histopatologia do tumor de Warthin em glândula parótida. Coloração H&E.